# И не подумай прийти на мою бат-мицву
«И не подумай прийти на мою бат-мицву» (англ. You Are So Not Invited to My Bat Mitzvah) — американское драмеди режиссёра Сэмми Коэна. Сценарий ленты основан на одноимённом романе 2005 года, в котором рассказывается история двух лучших подруг ссорящихся из-за мальчика в преддверии празднования бат-мицвы. Главные роли исполнили: Санни Сэндлер, Саманта Лоррейн, Идина Мензель и Адам Сэндлер, который также выступил продюсером фильма. Лента была тепло принята критиками, согласно сайту Rotten Tomatoes это один из самых высокооценёных фильмов Адама Сэндлера.

## Сюжет
Двенадцатилетняя Стейси Фридман вместе со своей лучшей подругой Лидией Родригес Кац готовятся к бат-мицве, ритуалу празднования совершеннолетия у еврейских девочек. Все их мысли поглощены предстоящим торжеством, которое должно запомниться на всю жизнь. Помимо родителей Стейси, Дэнни и Бри, ее сестры Ронни и других родственников, в мероприятии также должны участвовать подруги и одноклассники.
Несмотря на то, что Стейси полна предвкушения, она постепенно начинает сильно переживать из-за поисков идеального платья. Тайно влюбленная в Энди Гольдфарба, она задается вопросом, пригласит ли он ее на танец во время вечеринки. Однако в преддверии празднования всё начинает идти наперекосяк. Вдобавок она видит как Лидия и Энди целуются. После этого дружба двух подростков проходит испытание на прочность.

## В ролях
- Идина Мензель — Бри Фридман, мать Стейси
- Джеки Сэндлер — Габи Родригес Кац, мать Лидии
- Адам Сэндлер — Дэнни Фридман, отец Стейси
- Сэди Сэндлер — Ронни Фридмана, старшая сестра Стейси
- Санни Сэндлер — Стейси Фридман, молодая девушка, с нетерпением ждущая празднования бат-мицвы
- Саманта Лоррейн — Лидия Родригес Кац, лучшая подруга Стейси
- Дилан Хоффман — Энди Голдфарб, мальчик, в которого влюблена Стейси
- Сара Шерман[англ.] — Ребекка, раввин
- Дэн Булла — Джерри, кантор
- Идо Моссери[англ.] — Шмули, диджей на празднике
- Джеки Хоффман — Ирен
- Луис Гусман — Элай Родригес, отец Лидии

## Производство
В 2022 году компания Netflix объявила, что готовит экранизацию романа Фионы Розенблум «Ты не приглашена на мою бат-мицву». В качестве режиссёра был приглашён Сэмми Коэн, написание сценария доверили Элисон Пек. Одну из главных ролей должен был сыграть Адам Сэндлер, который также выступил продюсером проекта. Съемки стартовали 29 июня 2022 года в Торонто и продлились до 11 августа. За создании фильма отвечали компании Alloy Entertainment и Happy Madison Productions. В июле 2022 года стал известен основной актёрский состав: Идина Мензел, Джеки Сэндлер, Сэди Сэндлер, Санни Сэндлер, Саманта Лоррейн, Дилан Хоффман, Сара Шерман, Дэн Булла, Идо Моссери, Джеки Хоффман и Луис Гусман.

## Отзывы критиков
На сайте-агрегаторе рецензий Rotten Tomatoes рейтинг фильма составляет 91% на основе 77 рецензий, со средней оценкой 6.8/10. Консенсус критиков гласит: «Эта комедия о взрослении, не скатывающаяся в банальную ностальгию, демонстрирует высокую планку юмора в тематике подростковых проблем и создаёт фундамент для успешной кинокарьеры Санни Сэндлер». Оценка ленты на сайте Metacritic составляет 71 балл из 100 (на основе 20 обзоров), что приравнивается к «в целом положительному» статусу. В рецензии на сайте Meduza отмечается «отсутствие сортирного юмора, характерного для главных хитов Сэндлера». Чтобы получить удовольствие зрителю не обязательно знать что такое «Пурим, Гафтара, гиюр, кипа и мишпаха. […] еврейская культура становится фоном для понятного всем юмора». Хотя это не самый оригинальный и тонкий фильм о взрослении, он получился   «универсальной историей о дружбе и становлении личности» — подытожил автор.